# Riz Ahmed
Rizwan Ahmed, noto anche con lo pseudonimo di Riz MC (Londra, 1º dicembre 1982), è un attore e rapper britannico di origini pakistane.
Inizia ad ottenere popolarità recitando nella serie tv The Night Of - Cos'è successo quella notte?, per il quale riceve la sua prima candidatura al Golden Globe ed al Premio Emmy.
Nel 2021 ottiene il plauso della critica per la sua interpretazione del batterista sordo Ruben Stone nel film Sound of Metal, con il quale si aggiudica la sua prima candidatura al Premio Oscar come miglior attore divenendo il primo attore musulmano e pakistano ad essere candidato per questo riconoscimento, ai British Academy Film Awards, ai Critics' Choice Awards e la seconda candidatura al Golden Globe ed ai Screen Actors Guild Award. L’anno seguente si aggiudica l'Oscar al miglior cortometraggio per il film The Long Goodbye.

## Biografia
Figlio di immigrati musulmani pakistani, Ahmed nasce nel quartiere di Wembley a Londra il 1º dicembre 1982. Durante la partizione dell'India, i suoi antenati di lingua urdu si trasferirono dall'India del Nord a Karachi, in Pakistan. Sua madre ha vissuto per molti anni a Calcutta. Ha frequentato la Merchant Taylors' School, attraverso un programma di borse di studio. Si laurea in filosofia, politica ed economia al Christ Church di Oxford e ha studiato recitazione alla Central School of Speech and Drama.

### Cinema e televisione
Debutta nel 2006 nel film di Michael Winterbottom The Road to Guantanamo; nello stesso anno recita nel film televisivo 11 settembre - Tragedia annunciata. Negli anni seguenti partecipa a varie produzioni televisive, come il film TV in due parti di Channel 4 Britz, e le serie televisive Dead Set e Wired. Nel 2008 partecipa al film indipendente Shifty, per cui riceve una candidatura come miglior attore ai British Independent Film Awards 2008. 

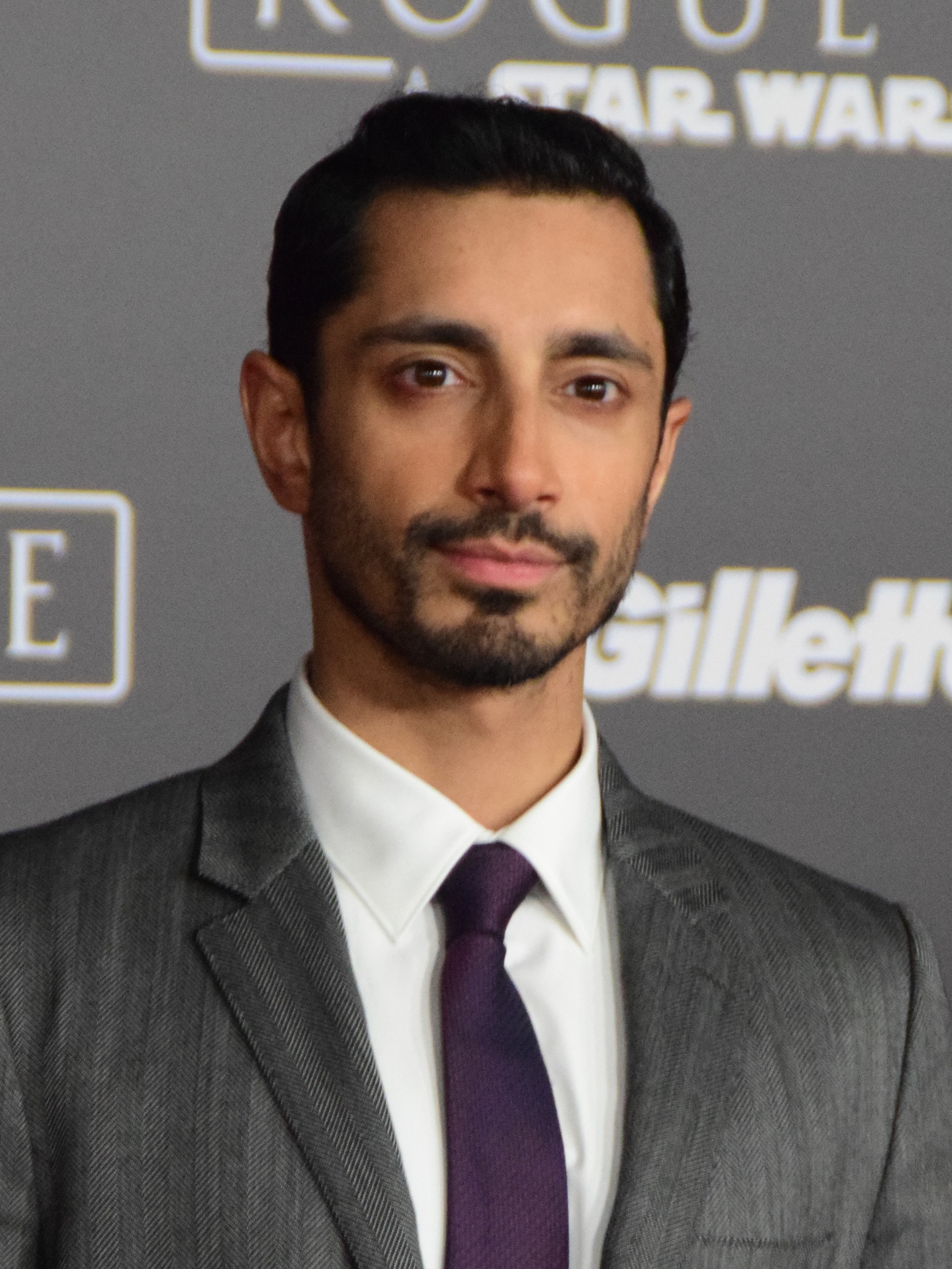
Riz Ahmed nel 2016

Nel 2009 viene diretto da Sally Potter in Rage, mentre nel 2010 partecipa al film satirico Four Lions e allo storico Centurion. Nel 2011 parte del cast de Il principe del deserto di Jean-Jacques Annaud ed è protagonista de Il fondamentalista riluttante di Mira Nair. Nel 2014 recita in Lo sciacallo - Nightcrawler, al fianco di Jake Gyllenhaal. Per la sua interpretazione Ahmed ha ottenuto diversi candidature a premi, tra cui Independent Spirit Award per il miglior attore non protagonista.
Nel 2016 è protagonista, nel ruolo di Nasir "Naz" Khan, nella miniserie televisiva della HBO The Night Of - Cos'è successo quella notte?, per cui ottiene la sua prima candidatura al Golden Globe e vince il premio Emmy come miglior attore in una miniserie. Nello stesso anno fa parte del cast di Jason Bourne e di Rogue One: A Star Wars Story nel ruolo di Bodhi Rook. Nel 2018 ha ottenuto il ruolo del villain Carlton Drake, alias Riot, nel film del Sony's Spider-Man Universe Venom, diretto da Ruben Fleischer.
Ahmed ha recitato nel film drammatico americano Sound of Metal, distribuito da Amazon Studios e pubblicato nel 2020, dopo essere stato presentato in anteprima al Toronto International Film Festival nel 2019. Ahmed interpreta un batterista che perde l'udito. Il film è interpretato da Olivia Cooke nei panni della sua ragazza e Paul Raci nel ruolo del leader di un ritiro per non udenti. Per la sua interpretazione ha ricevuto nomination all'Oscar, al Golden Globe, allo Screen Actors Guild Award, al Bafta Award, al Critics Choice Award e all'Independent Spirit Award. È il primo attore musulmano e pakistano ad essere candidato per l'Oscar come miglior attore.
Nel 2021, Ahmed è stato anche produttore esecutivo del film documentario d'animazione Flee, che ha fatto il suo debutto internazionale al Sundance Film Festival. Il film è stato elogiato universalmente e ha un 98% su Rotten Tomatoes. Il film avrebbe dovuto essere presentato in anteprima mondiale al Festival di Cannes nel 2020, ma il festival è stato annullato a causa della pandemia di COVID-19.
Nel febbraio 2021 Ahmed è stato candidato e ha vinto nella categoria miglior sceneggiatore d'esordio per il film Mogul Mowgli ai British Independent Film Awards 2020. Protagonista nel ruolo principale di un rapper anglo-pakistano, la critica cinematografica del "The Guardian"  Wendy Ide ha elogiato la sua "performance esplosiva" sullo schermo.
Nel 2023 partecipa come doppiatore al film d'animazione Nimona.

### Musica
Nel 2006 ha pubblicato un singolo rap dal titolo Post 9/11 Blues. Al brano è stato inizialmente vietato l'airplay radiofonico nel Regno Unito a causa dei testi satirici e sociali considerati "politicamente sensibili". Tra gli altri singoli che ha pubblicato vi sono Sour Times, di cui è stato realizzato un videoclip con Scroobius Pip, Plan B e Jim Sturgess, e Shifty, colonna sonora dello omonimo film eseguito in collaborazione con Sway e Plan B.
Si è esibito in numerosi festival musicali, tra cui il Festival di Glastonbury, Meltdown Festival e Royal Festival Hall.
Nel 2011 ha pubblicato il suo album di debutto MICroscope. Successivamente ha firmato un contratto con l'etichetta indipendente di Brighton Tru Thoughts. Ha anche cofondato la manifestazione Hit & Run, nata a Oxford e successivamente trasferitasi a Manchester, divenuta negli anni uno degli eventi più importanti della scena musicale underground di Manchester.

## Filmografia

### Attore

#### Cinema
- The Road to Guantanamo, regia di Michael Winterbottom (2006)
- Baghdad Express, regia di Nimer Rashed (2008) - cortometraggio
- Shifty, regia di Eran Creevy (2008)
- Rage, regia di Sally Potter (2009)
- Centurion, regia di Neil Marshall (2010)
- Four Lions, regia di Chris Morris (2010)
- Trishna, regia di Michael Winterbottom (2011)
- Il principe del deserto (Black Gold), regia di Jean-Jacques Annaud (2011)
- Ill Manors, regia di Ben Drew (2012)
- Il fondamentalista riluttante (The Reluctant Fundamentalist), regia di Mira Nair (2012)
- Closed Circuit, regia di John Crowley (2013)
- Lo sciacallo - Nightcrawler (Nightcrawler), regia di Dan Gilroy (2014)
- Jason Bourne, regia di Paul Greengrass (2016)
- Una, regia di Benedict Andrews (2016)
- Rogue One: A Star Wars Story, regia di Gareth Edwards (2016)
- City of Tiny Ligths, regia di Pete Travis (2016)
- I fratelli Sisters (The Sisters Brothers), regia di Jacques Audiard (2018)
- Venom, regia di Ruben Fleischer (2018)
- Sound of Metal, regia di Darius Marder (2019)
- Mogul Mowgli, regia di Bassam Tariq (2020)
- The Long Goodbye, regia di Aneil Karia (2020) - cortometraggio
- L'incontro (Encounter), regia di Michael Pearce (2021)
- Fingernails - Una diagnosi d'amore (Fingernails), regia di Chrīstos Nikou (2023)
- La trama fenicia (The Phoenician Scheme), regia di Wes Anderson (2025)

#### Televisione
- 11 settembre - Tragedia annunciata (The Path to 9/11) – film TV, regia di David L. Cunningham (2006)
- Britz – film TV, regia di Peter Kosminsky (2008)
- Wired – serie TV, 3 episodi (2008)
- Dead Set – serie TV, 5 episodi (2008)
- Freefall – film TV, regia di Dominic Savage (2009)
- The Night Of - Cos'è successo quella notte? (The Night Of) – miniserie TV, 8 episodi (2016)
- The OA – serie TV, 5 episodi (2016-2019)
- Girls – serie TV, 2 episodi (2017)

#### Videoclip
- Boys di Charli XCX (2017)

### Sceneggiatore
- Daytimer, regia di Riz Ahmed (2014) - cortometraggio
- Mogul Mowgli, regia di Bassam Tariq (2020)
- The Long Goodbye, regia di Aneil Karia (2020) - cortometraggio

### Produttore
- Mogul Mowgli, regia di Bassam Tariq (2020)

### Regista
- Daytimer (2014) - cortometraggio
- The Long Goodbye, co-regia di Aneil Karia  (2020) - cortometraggio

## Teatro
- Jesus Hopped the 'A' Train di Stephen Adly Guirgis, regia di Jack William Clift. Lighthouse Theatre di Oxford (2002)
- Prayer Room di Shan Khan, regia di Angus Jackson. Birmingham Repertory Theatre di Birmingham (2005)
- Gaddafi degli Asian Dub Foundation, regia di David Freemn. London Coliseum di Londra (2006)

## Discografia

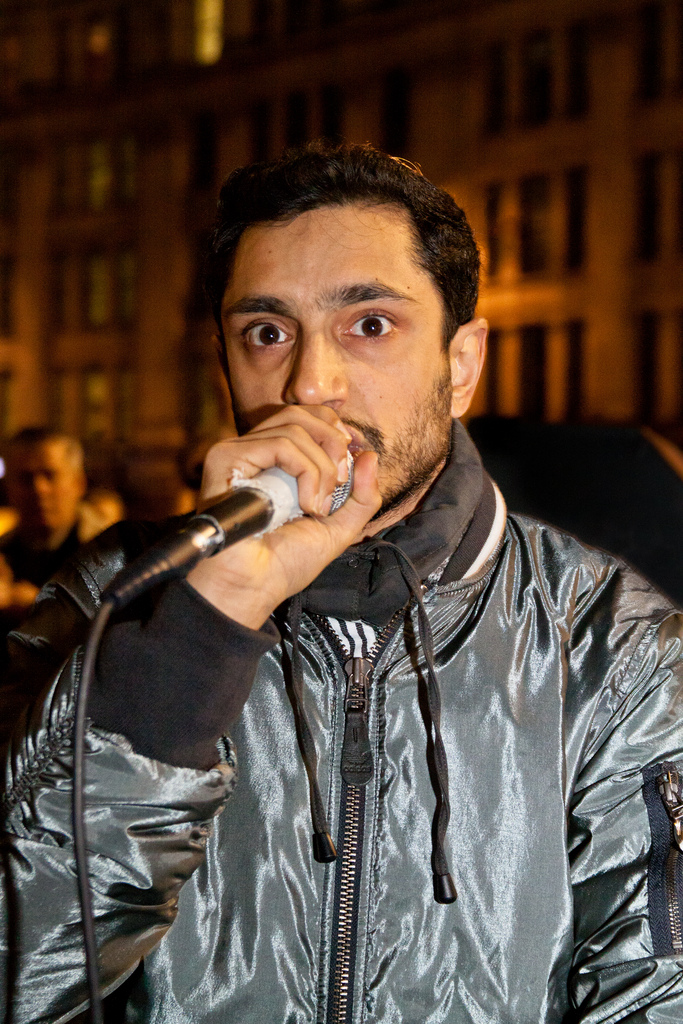
Riz Ahmed nel 2011

### Solista
Album studio
- 2011 – MICroscope
- 2020 – The Long Goodbye

Mixtape
- 2016 – Englistan

Singoli
- 2006 – The Post 9/11 Blues
- 2007 – People Like People
- 2008 – Radar
- 2009 – Shifty (feat. Sway & Plan B)
- 2009 – Don't Sleep
- 2010 – Hundreds and Thousands
- 2010 – Get on It
- 2011 – All of You
- 2016 – Englistan

### Con i Swet Shop Boys
- 2014 – Swet Shop EP
- 2016 – Cashmere

## Riconoscimenti
- Premio Oscar
  - 2021 – Candidatura per il miglior attore protagonista per Sound of Metal[2]
  - 2022 – Miglior cortometraggio per The Long Goodbye
- Golden Globe
  - 2017 – Candidatura per il miglior attore in una mini-serie o film per la televisione per The Night Of - Cos'è successo quella notte?[3]
  - 2021 – Candidatura per il miglior attore in un film drammatico per Sound of Metal[4]
- British Academy Film Awards
  - 2021 – Candidatura per il miglior attore protagonista per Sound of Metal
  - 2021 – Candidatura per il miglior film britannico per Mogul Mowgli
- Critics' Choice Awards
  - 2021 – Candidatura per il miglior attore per Sound of Metal
- Empire Awards
  - 2017 – Candidatura per il miglior debutto maschile per Rogue One: A Star Wars Story
- Festival internazionale del cinema di Berlino
  - 2012 – Shooting Stars Award
- Gotham Independent Film Awards
  - 2014 – Candidatura per il miglior interprete emergente per Lo sciacallo - Nightcrawler
  - 2020 – Candidatura per il miglior attore per Sound of Metal
- Independent Spirit Awards
  - 2015 – Candidatura per il miglior attore non protagonista per Lo sciacallo – Nightcrawler[5]
  - 2021 – Miglior attore protagonista per Sound of Metal[6]
- National Board of Review
  - 2021 – Miglior attore per Sound of Metal
- Premio Emmy
  - 2017 – Miglior attore protagonista in una mini-serie o film per The Night Of – Cos'è successo quella notte?[7]
  - 2017 – Candidatura per il miglior attore guest star in una serie commedia per Girls[8]
- Satellite Award
  - 2021 – Miglior attore in un film drammatico per Sound of Metal
- Screen Actors Guild Award
  - 2017 – Candidatura per il miglior attore in un film televisivo o mini-serie per The Night Of – Cos'è successo quella notte?[9]
  - 2021 – Candidatura per il miglior attore protagonista cinematografico per Sound of Metal

## Doppiatori italiani
Nelle versioni in italiano nelle opere in cui ha recitato, Riz Ahmed è stato doppiato da:
- Simone Crisari in The Road to Guantanamo, Il fondamentalista riluttante, City of Tiny Ligths, The Night Of - Cos'è successo quella notte?, L'incontro
- Gabriele Sabatini in I fratelli Sisters, Venom, Fingernails - Una diagnosi d'amore, La trama fenicia
- Francesco Venditti ne Dead Set, Lo sciacallo - Nightcrawler
- Edoardo Stoppacciaro in Four Lions, Jason Bourne
- Alessandro Quarta ne Il principe del deserto
- Patrizio Prata in Closed Circuit
- Emiliano Coltorti in Rogue One: A Star Wars Story
- Massimo Triggiani in The OA
- Francesco Mei in Sound of Metal

Da doppiatore è sostituito da:
- Gabriele Sabatini in Nimona